# Roberto Strelkov
Roberto Strelkov (San Pedro, 25 de marzo de 1993) es un nadador argentino.

## Carrera deportiva
Inició su carrera como nadador en el torneo regional del noroeste realizado en Catamarca en 2003 representando al club Gimnasia y Tiro donde se posicionó rápidamente como una de las mayores promesas de la provincia, en torneos posteriores batió múltiples récords regionales como también nacionales valiéndole un rápido ingreso en el seleccionado nacional. En el año 2005 disputó su primer campeonato nacional en la categoría menores, dejando su huella, ganando los 50 metros mariposa. En campeonatos posteriores se establecería como el mejor de la categoría ganando y batiendo récords en múltiples pruebas. A lo largo de los años participó en sudamericanos, mundiales y en los primeros Juegos Olímpicos de la Juventud de Singapur 2010     donde fue el único representante argentino masculino.